# جمعية مرشدات ساو تومي وبرينسيب
جمعية مرشدات ساو تومي وبرينسيب تعتبر أحد الدول التي هي عضو محتمل في الجمعية العالمية للمرشدات وفتيات الكشافة. ظهرت حركة المرشدات في ساو تومي وبرينسيب لأول مرة في عام 1991، ولكن لم تتوفر أية معلومات حديثة بعد ذلك.